# Freakum Dress
„Freakum Dress” (na pol. Dzika sukienka) – piosenka amerykańskiej piosenkarki Beyoncé Knowles nagrana w stylu R&B/Funk. Twórcami utworu są Beyoncé Knowles, Rich Harrison, Angela Beyince i Makeba, a producentami Rich Harrison i Beyoncé Knowles. Pochodzi z drugiego studyjnego albumu Beyoncé B’Day (z 2006 roku) i wznowionej wersji tej płyty B’Day Deluxe Edition (z 2007 roku).

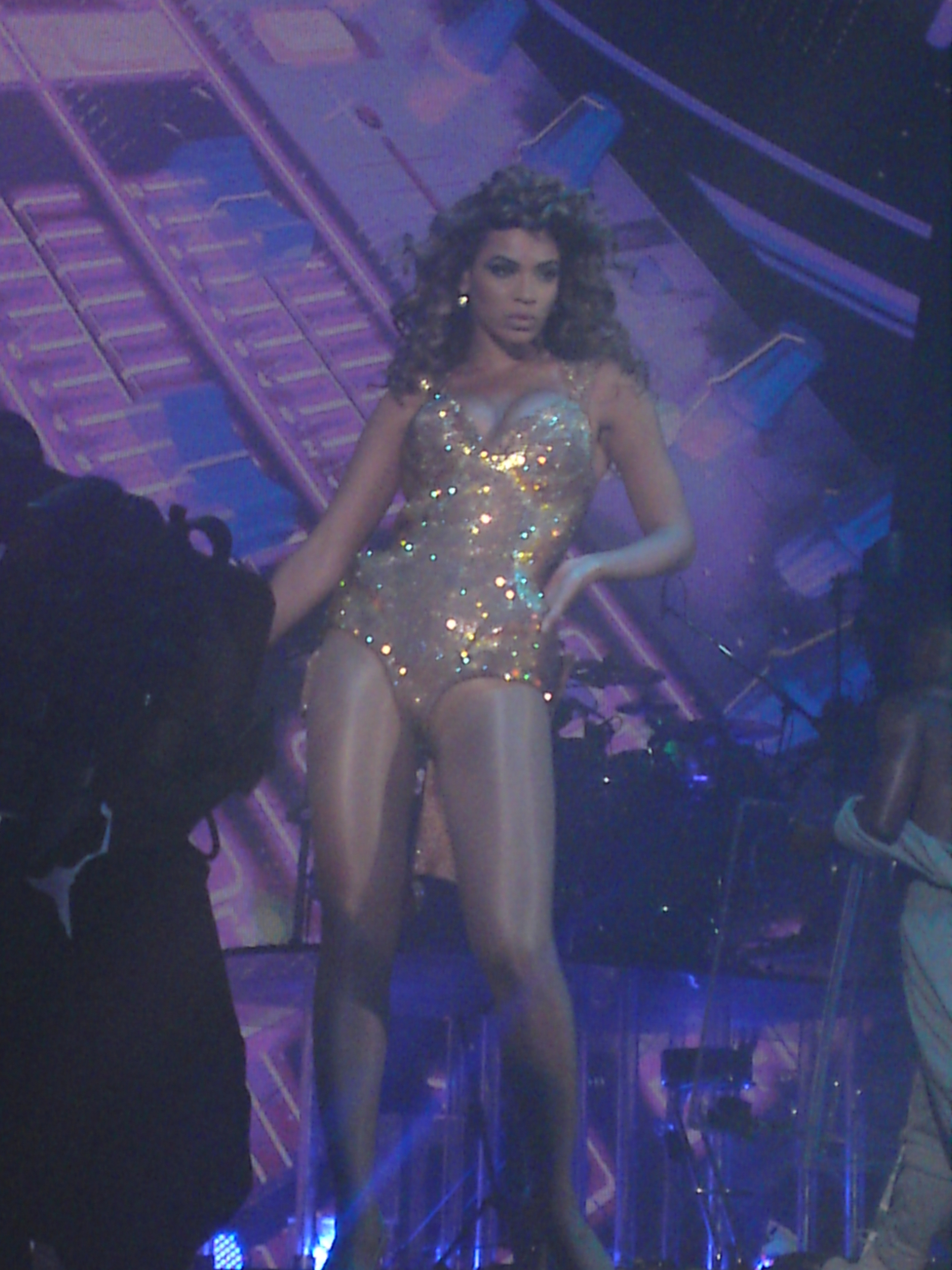
I Am... Tour

## Inne wersje tej piosenki i remiksy
- „Freakum Dress” (Alblum version)
- „Freakum Dress” (Spanish version)
- „Freakum Dress” (Radio shock remix)
- „Freakum Dress” (Ballad remix)
- „Freakum Dress” (Remix) featuring Ne-Yo

## Teledysk
Do teledysku „Freakum Dress” Tina Knowles uszyła 30 sukienek, w tym 8 dla Beyoncé, w ciągu 12 godzin. Część sukienek była dokańczana na planie filmowym. Okulary, które piosenkarka nosi pod koniec klipu, zostały pożyczone od makijażystki Beyoncé, Francesci Tolot Reżyserem tego teledysku jest Ray Kay, a twórcami choreografii Danielle Polanco i Jonté Moaning. Wideo zostało nakręcone w osiemnaście godzin i wydane na kompilacji B’Day Anthology Video Album. Przedstawia kobiety w różnym wieku, rozmiarach, różnych ras i o różnych kształtach figur, przechadzających się w efektownych sukniach po wybiegu, wśród neonowych świateł i podestów.

## Listy przebojów
| Chart                                               | pozycja |
| --------------------------------------------------- | ------- |
| Stany Zjednoczone – Billboard Hot R&B/Hip-Hop Songs | 74      |